# Grzegorz Czajka
Grzegorz Czajka (ur. 24 maja 1985) – polski judoka.
Były zawodnik GKS Czarni Bytom (1999-2011). Dwukrotny medalista mistrzostw Polski seniorów w kategorii do 81 kg: srebrny w 2009 i brązowy w 2007. Ponadto m.in. mistrz Polski juniorów 2004. 